# Chauliodon deflexicalcaratum
Chauliodon es un género monotípico con una única especie: Chauliodon deflexicalcaratum (De Wild.) L.Jonss. de orquídeas de hábitos epífitas. 

## Descripción
Es una orquídea  de pequeño tamaño, que prefiere el clima cálido, tiene hábitos de epífita con un tallo central corto con muchas alargadas raíces. Florece en unas pocas inflorescencias delgadas de 15 a 25 cm de largo con muchas flores de 5 mm de longitud.

## Distribución y hábitat
Es originaria del centro y oeste tropical de África donde se distribuye por Ghana, Costa de Marfil, Liberia, Nigeria, Camerún, Gabón y Zaire en alturas de hasta 50 metros en los árboles  y arbustos de las selvas , en los bordes de la sombra.

## Taxonomía
Chauliodon deflexicalcaratum fue descrita por (De Wild.) L.Jonss. y publicado en Botaniska Notiser 132: 381. 1979.
Sinónimos
- Angraecum deflexicalcaratum De Wild., Bull. Jard. Bot. État 5: 185 (1916).
- Gussonea deflexicalcarata (De Wild.) Schltr., Beih. Bot. Centralbl. 36(2): 90 (1918).
- Microcoelia deflexicalcarata (De Wild.) Summerh., Bot. Mus. Leafl. 11: 152 (1943).
- Chauliodon buntingii Summerh., Bot. Mus. Leafl. 11: 164 (1943).[4][5]